# Гакім Джеффріс
Гакім Секу Джеффріс (англ. Hakeem Sekou Jeffries; нар. 4 серпня 1970, Бруклін, Нью-Йорк) — американський політик та адвокат, лідер демократів та лідер меншості у Палаті представників Конгресу США з 3 січня 2023 року. Представляє 8-й округ Нью-Йорку в Палаті представників з 2013 року. Член Асамблеї штату Нью-Йорк з 2007 до 2012 року, де представляв 57-й округ. До початку політичної кар'єри працював адвокатом.
Голова Демократичної фракції Палати представників з 2019 до 2023 року. 30 листопада 2022 року обраний лідером Демократичної фракції, змінив на цій посаді Ненсі Пелосі.

## Раннє життя та кар'єра
Народився в бруклінській лікарні, зростав у районі Краун Гайтс у Брукліні. Його мати Леніда Джеффріс була соціальною працівницею, а батько Мерленд Джеффріс — державним консультантом зі зловживання психоактивними речовинами.
Закінчив Вищу школу «Мідвуд».
З 1988 до 1992 року навчався в Університеті штату Нью-Йорк у Бінгемтоні, який закінчив зі ступенем бакалавра мистецтв та відзнакою за видатні успіхи в навчанні. 1994 року закінчив Джорджтаунський університет, здобув ступінь магістра з державної політики. 1997 року завершив з відзнакою навчання в Школі права Нью-Йоркського університету, де отримав ступінь доктора юриспруденції, після цього працював у Law Review.
З 1997 до 1998 року був судовим клерком для судді Окружного суду Південного округу Нью-Йорка Гарольда Баєра-молодшого. З 1997 до 2004 року працював адвокатом у компанії Paul, Weiss, Rifkind, Wharton & Garrison Limited Liability Partnership. У 2004—2006 рр. обіймав посаду помічника генерального юрисконсульта у Viacom та CBS.

## Політична кар'єра

### Член Асамблеї штату Нью-Йорк
2000 та 2002 року мав намір висуватися до Асамблеї штату Нью-Йорк від 57-го округу, але щоразу програвав на праймеріз чинному члену асамблеї Роджеру Ґріну.
2006 року Ґрін залишив Асамблею, щоб висуватись до Палати представників та кинути виклик чинному члену Палати представників Едолфусу Таунсу. Джеффріс знову висувався до Асамблеї від 57-го округу Нью-Йорку та переміг на демократичному праймеріз, здобувши 64 % голосів проти 25 % у Білла Батсона та 11 % у Фредді Гамільтона. 2006 року обраний до Асамблеї, перемігши кандидата від республіканців Генрі Вайнштейна.
Переобраний 2008 року, перемігши республіканця Чарльзом Брікгаузом з великою перевагою. Обраний утретє 2010 року, з великим відривом випередивши кандидата від Республіканської партії Френка Войтікі.

### Член Палати представників
У січні 2012 року оголосив, що висуватиметься до Палати представників, кинувши виклик багаторічному члену Палати представників Еду Таунсу. Побоюючись обрання членом Палати представників Чарльза Беррона, чорношкірого націоналіста, демократичний істеблішмент підтримав Джеффріса на первинних виборах демократів. На праймеріз у червні 2012 року переміг Беррона, здобувши 71,9 % голосів проти 28,1 % у Беррона. У листопаді 2012 року обраний членом Палати представників від 8-го округу Нью-Йорка, який охоплює велику частину Брукліна та частину Квінза, змінивши на цій посаді Таунса, який несподівано заявив, що не буде переобиратися.
28 листопада 2018 року виграв вибори голови Демократичної фракції Палати представників, здобувши перемогу над Барбарою Лі. Обійнявши цю посаду, став п'ятим за рейтингом демократом у Палаті представників.
2020 року був менеджером з імпічменту в першому судовому процесі щодо імпічменту президента Дональда Трампа.
17 листопада 2022 року, після виборів, на яких демократи зберегли контроль над Сенатом, але втратили над Палатою представників, спікерка Палати представників Ненсі Пелосі заявила, що більше не буде висуватися на посаду лідера Демократичної фракції у Палаті представників. Наступного дня Джеффріс оголосив, що номінується на цю посаду.
30 листопада обраний лідером демократів у Палаті представників замість Пелосі, яка обіймала цю посаду впродовж двох десятиліть. Склав присягу як лідер Демократичної фракції у Палаті представників та лідер меншості у Палаті 3 січня 2023 року. Він став першим темношкірим лідером політичної партії в обох палатах Конгресу та першим лідером демократів у Палаті представників, народженим після Другої світової війни. Нині він є найбільш високопоставленим темношкірим політиком у США, окрім колишнього президента Барака Обами та віцепрезидента Камали Гарріс.
Під час голосування за спікера Палати представників у 118-му Конгресі демократи висунули Джеффріса, який під час кожного раунду голосування, за винятком одного, отримував усі 212 голосів членів Палати представників-демократів. До 12-го раунду Джеффріс щоразу здобував більше голосів, ніж будь-який кандидат від республіканців; у 15-му спікером Палати було обрано Кевіна Маккарті, для цього знадобилось 4 дні.

## Приватне життя
Джеффріс — баптист. Одружений із Кеннісандрою Арсіньєс-Джеффріс, яка працює соціальним працівником у SEIU1199, одній із найпотужніших профспілок Нью-Йорка. У них двоє синів — Джеремая та Джошуа. Родина проживає в районі Проспект-Гайтс у Брукліні. Має молодшого брата Гасана Кваме Джеффріса, асоційованого професора історії в Університеті штату Огайо. Його дядько Леонард Джеффріс — колишній професор Міського університету Нью-Йорка.

## Нагороди
- Орден «За заслуги» I ст. (Україна, 5 липня 2024) — за вагомий особистий внесок у зміцнення українсько-американського міждержавного співробітництва, підтримку державного суверенітету та територіальної цілісності України[44].